# ロッキー・ラックーン
- ロッキー・ラックーン
- ロッキー・ラクーン

「ロッキー・ラックーン」（Rocky Raccoon）は、ビートルズの楽曲である。1968年に発売された9作目のイギリス盤公式オリジナル・アルバム『ザ・ビートルズ』に収録された。レノン＝マッカートニー名義となっているが、主にポール・マッカートニーによって書かれた楽曲。1968年春にインドのリシケーシュで超越瞑想の修行を行っていた時期に曲を書き始め、作詞にあたってはジョン・レノンとドノヴァンも手伝っている。
ビル・マントロとキース・ギッフェンによって制作されたマーベル・コミックのキャラクターの1人「ロケット・ラクーン」は、本作のタイトルや歌詞をモチーフとしている。

## 背景・曲の構成
1968年春、ビートルズはインドのリシケーシュを訪れ、マハリシ・マヘーシュ・ヨーギーのもとで超越瞑想の修行を行っていた。この時期には、アルバム『ザ・ビートルズ』に収録された楽曲を含む多数の楽曲が書かれ、「ロッキー・ラックーン」もまたその1つであった。楽曲の製作過程について、マッカートニーは「ジョンやドノヴァンと座って楽しくやっているときに、『ロッキー・ラックーン』のコードを弾き始めた。本当に適当な感じでね。元々はロッキー・サッスーンという名前だった。そこで3人で歌詞を付け始めて、あっという間に出来上がった。あとでサッスーンからラックーンに変えたのは、その方がカウボーイっぽいと思ったからだ」と振り返っている。
レノン作の「ザ・コンティニューイング・ストーリー・オブ・バンガロー・ビル」と同様のアプローチが取られており、歌詞は、ロッキー・ラックーンがダンという男性にガールフレンドであるマギル（自称「リル」で、周りからはナンシーとして知られている）に奪われ、ダンに復讐を誓うも返り討ちに遭うという物語調になっている。本作についてマッカートニーは「マック・セネットの映画に音楽を付けたようなもの」としていて、「すごく捻くれた曲で、すごく僕らしい。西部劇を皮肉っぽくパロディ化して、とにかく面白さを持たせようとした。ちょっとした幕劇を書いたというべきか。ロッキー・ラックーンはデイヴィー・クロケットみたいなアライグマの帽子を被った男。僕はこいつがギデオン聖書を見つけて、『Gideon checked out and he left it no doubt（ギデオンが宿を出るときに置いていったに違いない）』と考えるくだりを気に入っていた。ギデオンがキャラクターになるというアイデアがね」と語っている。
1968年5月にイーシャーにあるジョージ・ハリスンの自宅でデモ音源がレコーディングされたが、こちらの音源では完成バージョンにおける冒頭の語り口調のパートがない。また、「ジンの匂いを漂わせた医者」が登場する最後のヴァースは、後のレコーディング時にスタジオで即興的に作られたもの。

## レコーディング
「ロッキー・ラックーン」のレコーディングは、1968年8月15日にEMIレコーディング・スタジオのスタジオ2で行われ、わずか1日で完成した。本作のレコーディングについて、マッカートニーは「全部1テイク録らなくちゃならなかったから、『ロッキー・ラックーン』のレコーディングには苦労した。ボーカルが変わってるから、簡単には編集できないんだ。でも楽しかった」と語っている。
レコーディングは、トラック1にレノンの6弦ベース（フェンダー・ベースVI）、トラック2にリンゴ・スターのドラム、トラック3にマッカートニーのアコースティック・ギターとジョージ・マーティンのピアノ、トラック4にマッカートニーのリード・ボーカルという編成で開始され、マーティンがピアノを演奏するためにスタジオに入っている間、ハリスンはコントロール・ルームでセッションの監修を務めた。その後、テイク6の開始時に、ピアノのパートを後から加えることになったため、マーティンはコントロール・ルームに戻った。
1996年に発売された『ザ・ビートルズ・アンソロジー3』や、2018年に発売された『ザ・ビートルズ (ホワイト・アルバム)〈スーパー・デラックス・エディション〉』のCD5にはテイク8が収録されている。ただし収録時間が異なっており、後者は演奏が一度中断したあとに、即興演奏によるコーダに移るという構成になっている。レコーディングされたテイクから、テイク9がベストとされ、リダクション・ミックスされたものがテイク10となった。テイク10のトラック3にテープの回転速度を半分に落として録音したピアノ、アコーディオン、ハーモニカ、ハーモニー・ボーカルが加えられた。なお、本作はレノンがビートルズ時代にハーモニカを演奏した最後の楽曲となった。

## 評価や文化的影響
チャールズ・マンソンは、アルバム『ザ・ビートルズ』に収録の一部の楽曲の歌詞を白人と黒人の人種戦争について歌ったものであると解釈し、1969年に自身の信者に殺人を教唆し、テート・ラビアンカ殺人事件を引き起こした。本作の「クーン」という響きを気に入っていたマンソンは、1970年の『ローリング・ストーン』誌のインタビューで「“ロッキーの復活”。復活とは、つまり蘇るということ。つまり黒人の男が再び権力の座に戻るというわけだ」と語っている。
2018年に『インデペンデント』誌のジェイコブ・ストルワーシーは、アルバム『ザ・ビートルズ』収録曲を対象としたランキングで、「これまでにレコーディングされた中で最高のロック・ソング」として本作を22位に挙げ、「マッカートニーの作詞作曲の多様性を示した楽曲。長年にわたってグループのレコード・プロデューサーを務めたジョージ・マーティンが演奏する活気に満ちたホンキートンクピアノに支えられている」と評している。

## クレジット
※出典
- ポール・マッカートニー - ボーカル、バッキング・ボーカル、アコースティック・ギター
- ジョン・レノン - バッキング・ボーカル、6弦ベース、ハーモニカ、アコーディオン
- ジョージ・ハリスン - バッキング・ボーカル、ベース
- リンゴ・スター - ドラム
- ジョージ・マーティン - タック・ピアノ

## カバー・バージョン
フィッシュは、1994年10月31日にニューヨークで開催されたアルバム『ザ・ビートルズ』に収録の全曲をカバーするライブで演奏。このライブでの演奏は、2002年に発売された4枚組のライブ・アルバム『LIVE PHISH 13　10.31.94』で音源化された。
ジェシー・ベイリンは、2008年に開催されたコンサート・ツアーで演奏した。
この他、リッチー・ヘブンス、ラムゼイ・ルイス、ジャック・ジョンソン、アンドリュー・ゴールド、ジミー・バフェット、モーリン・マクガヴァン、キングストン・ウォール、チャーリー・パール、アンディ・フェアウェザー・ロウらによってカバーされた。